# Miłosława Krogulska
Miłosława Krogulska (ur. 31 maja 1973 w Warszawie) – astrolog, tarocistka, dziennikarka. 
Jej dziadek był chiromantą. Astrologią zaczęła zajmować się w latach 90. XX wieku. Od 2002 roku jest członkiem Brytyjskiego Stowarzyszenia Astrologicznego (The Astrological Association of Great Britain), a od 2008 roku działa w Polskim Stowarzyszeniu Astrologicznym (współzałożycielka).
Razem z Izabelą Podlaską prowadzą od 1999 roku firmę Albireo. Redaktorka portalu o ezoteryce Czary.pl. Redaktor naczelna kwartalnika Tarocista i sekretarz redakcji kwartalnika Astrologia Profesjonalna. Pracuje w redakcji tygodnika Gwiazdy mówią i współtworzy kwartalnik Trygon.

## Publikacje
- Kalendarz Księżycowy, Białystok 2005 r., Studio Astropsychologii (współautorka Izabela Podlaska)
- Walentynkowe wróżby i zwyczaje, Warszawa 2006 r. De Facto (współautorka Izabela Podlaska)
- Sennik (współautorka Izabela Podlaska), wyd. Hachette Livre Warszawa 2009 r., ISBN 978-83-7575-618-0
- Poradnik księżycowy. Żyj zgodnie z rytmem Księżyca, Warszawa 2009 r., Świat Książki (współautorka Izabela Podlaska)
- Przesądy, Warszawa 2009 r., Świat Książki (współautorka Izabela Podlaska)